# Olivia Olson
Olivia Rose Olson (Los Angeles, 1992. május 21. –) amerikai színésznő, énekes, dalszövegíró.
Legismertebb alakítása Vanessa Doofenshmirtz a 2008 és 2015 között futó Phineas és Ferb című sorozatban. Az Igazából szerelem című filmben is szerepelt.

## Fiatalkora
Olsont Los Angelesben született, majd örökbe fogadták. Apjával, Martin Olsonnal, anyjával és testvérével él. Olson 2010-ben végzett az Agoura Középiskolában. Jamaikai és svéd származású.

## Pályafutása
Olson első szerepe Joanna Anderson volt a Igazából szerelem című 2003-as karácsonyi filmben, ahol az All I Want for Christmas Is You című dalt énekelte. A rendező, Richard Curtis elmondta a film DVD-s kiadásában, hogy Olson éneke olyan tökéletes volt, attól tartottak, hogy a közönség nem hinné el, hogy egy tízéves gyermek valóban így tud énekelni, ahogy ő tette. És azt hinnék, hogy Mariah Carey énekli.
2008 és 2015 között Vanessa Doofenshmirtz hangja volt a Disney animációs sorozatában a Phineas és Ferbben
Gyakran tesz közzé saját zenét a YouTube-on. 2013. július 18-án kiadta debütáló lemezét a Beauty Is Chaos-t.

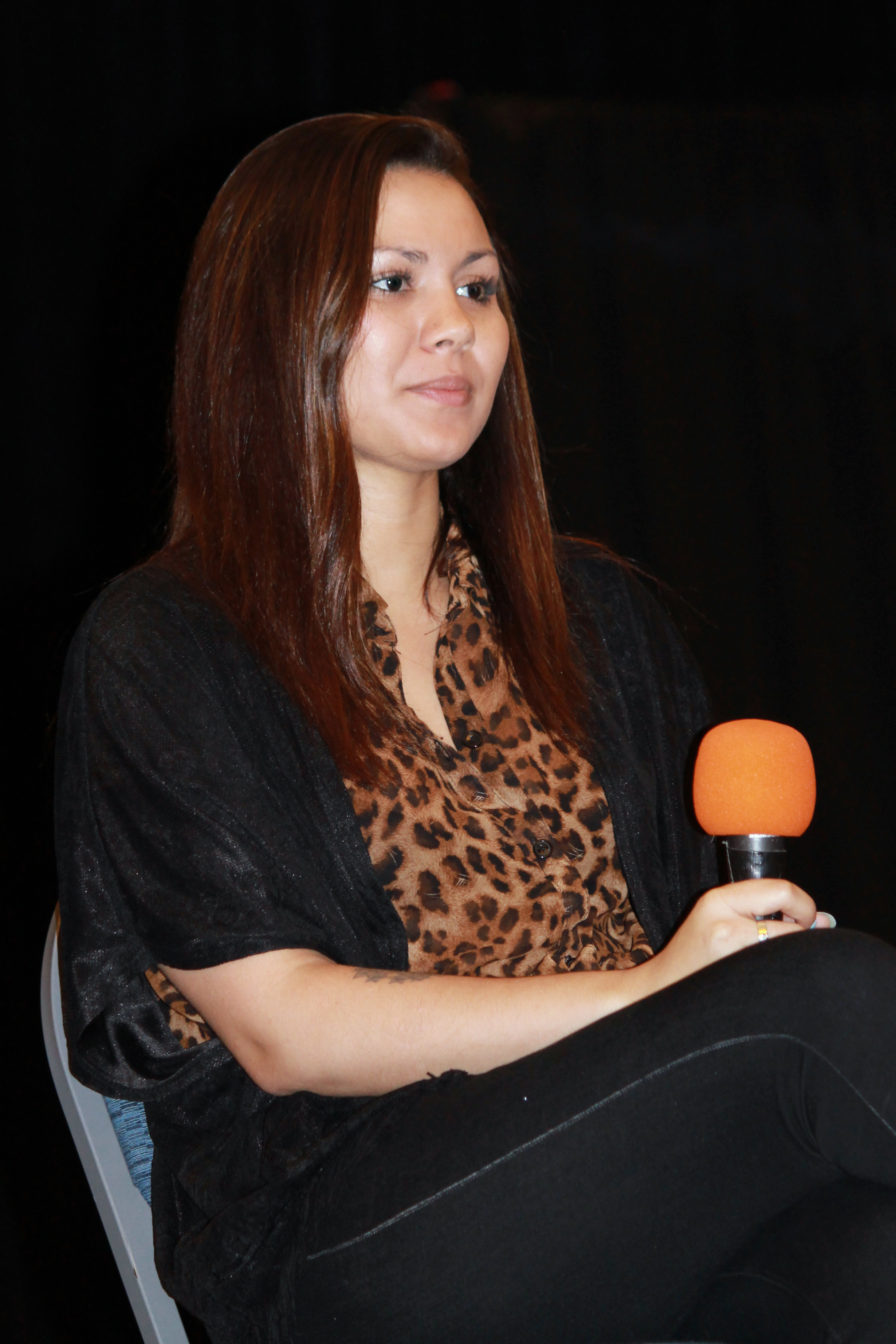
Olson egy konferencián 2014-ben

Szerepelt a Steven Universe egyik miniepizódjában, ami 2016. október 3-án.
2019 októberében kezdett el versenyezni az X Faktor: Celebrity című műsorban.

## Filmográfia

### Film
| Év   | Magyar cím                                          | Eredeti cím                                              | Szerep                       | Magyar hang    |
| ---- | --------------------------------------------------- | -------------------------------------------------------- | ---------------------------- | -------------- |
| 2020 | Phineas és Ferb, a film: Candace az Univerzum ellen | Phineas and Ferb the Movie: Candace Against the Universe | Vanessa Doofenshmirtz (hang) | Staub Viktória |
| 2017 |                                                     | Red Nose Day Actually                                    | Joanna Anderson              |                |
| 2003 | Igazából szerelem                                   | Love Actually                                            | Joanna Anderson              | Csifó Dorina   |

### Televízió
| Év              | Magyar cím                   | Eredeti cím                     | Szerep                          | Megjegyzések                                                                   |
| --------------- | ---------------------------- | ------------------------------- | ------------------------------- | ------------------------------------------------------------------------------ |
| 2023            | Kalandra fel! Fionna és Cuki | Adventure Time: Fionna and Cake | Marceline (hang)                | 2 epizód magyar hangja Nádasi Veronika                                         |
| 2023            | Macitesók                    | We Baby Bears                   | Ursa Major (hang)               | 1 epizód                                                                       |
| 2020            | Kalandra fel! Távoli világok | Adventure Time: Distant Lands   | Marceline (hang)                | 1 epizód magyar hangja Nádasi Veronika                                         |
| 2020            | Robotcsirke                  | Robot Chicken                   | Mal, Yellow Power Ranger (hang) | 1 epizód: Sundancer Craig in: 30% of the Way to Cryin                          |
| 2019–2020       | Halálos iramban – Kémfutam   | Fast & Furious: Spy Racers      | Jun (hang)                      | mellékszereplő magyar hangja Antóci Dorottya                                   |
| 2019            |                              | The X Factor: Celebrity         | önmaga                          | versenyző                                                                      |
| 2018            | Milo Murphy törvénye         | Milo Murphy's Law               | Vanessa Doofenshmirtz (hang)    | 1 epizód magyar hangja Molnár Ilona                                            |
| 2017–2019       | Pindúr pandúrok              | The Powerpuff Girls             | Pukkancs (hang)                 | mellékszereplő magyar hangja Földes Eszter                                     |
| 2015            | Steven Universe              | Steven Universe                 | popénekes (hang)                | 1 epizód: Gem Karaoke                                                          |
| 2010–2018, 2020 | Kalandra fel!                | Adventure Time                  | Marceline (hang)                | főszereplő magyar hangja Nádasi Veronika                                       |
| 2008–2015       | Phineas és Ferb              | Phineas and Ferb                | Vanessa Doofenshmirtz (hang)    | mellékszereplő magyar hangja Mics Ildikó (1. hang) Nemes Takách Kata (2. hang) |
| 2006            | Zoey 101                     | Zoey 101                        | lány                            | 1 epizód: Broadcast Views                                                      |
| 2004            |                              | The Tracy Morgan Show           | Julia                           | 1 epizód: Career Day                                                           |